# 新潟市立結小学校
新潟市立結小学校（にいがたしりつ むすぶしょうがっこう）は、新潟県新潟市秋葉区に所在する2学期制の小学校。愛称は「結小（むすぶしょう）」。

## 概要
みそら野ニュータウンなど住宅街を校区に持つ学校である。新潟市立結幼稚園に隣接している。かつてはマンモス校と呼ばれるほどの児童数を有していたが、減少傾向にある。特色として、各クラスのブースを作って全校生徒で楽しむ「エンジョイランド」という行事を行ったり、「ピアサポートタイム」と呼ばれるレクリエーションタイムを定期的に取って児童同士の交流をしたりするなど、学年を超えた活動が活発である。また、低学年の「まち探検」で近隣の店の見学に行ったり、有志の近隣住民によるレクリエーションが企画されたりするなど、地域ぐるみの教育が見られる。

## 沿革

### 年表
- 1893年（明治26年） - 川結尋常小学校として開校。
- 1902年 - 川結村と荻野村の合併で荻川村が置かれたことにより荻川村立結尋常小学校に改称。
- 1929年（昭和4年） - 校歌制定
- 1939年 - 荻川村が新津町に編入したことにより新津町立結尋常高等小学校に改称。
- 1951年 - 新津町などが新津市を置いたことにより新津市立結小学校に改称。
- 2005年（平成17年） - 新津市が新潟市と合併したことにより新潟市立結小学校に改称。
- 2011年4月 - 一部校区が、新潟市立市之瀬小学校の校区と統合され新潟市立荻川小学校となる[2]。

## 教育方針
「立志」を育み「気概」を養う
「立志」とは、自らの目的を立て、それを成し遂げることを志すことを意味し、また「気概」とは、困難があっても諦めない意志を表す。この目標は「新学習指導要領が目指す、『主体的・対話的で深い学び』の土台となるもの」としている。

## 校章
ひしの実をモチーフとしている。ひしの実は、後述する「ひしのみ子ども会」の名称にも見られるように、結小学校を象徴するものとなっている。校章は校舎玄関や生徒の名札などに見られる。

## 学校行事
| - 4月 学年始休業、入学式、着任式 - 5月 運動会 - 6月 6年生修学旅行 | - 7月 5年生自然教室、夏季休業 - 8月 夏季休業 - 9月 | - 10月 - 11月 - 12月 エンジョイランド、冬季休業 | - 1月 冬季休業 - 2月 六年生を送る会 - 3月 卒業証書授与式、離任式、学年末休業 |

## 児童会活動・クラブ活動など

### 児童会活動
結小学校は校内活動のためのグループとして9つの委員会を持っている（2019年3月現在）。全校生徒がいずれか1つの委員会に所属し、活動することとなる。各委員会は定期的に開かれており、活動内容についての話し合いや活動をする。
- 総務委員会　全校でのイベントの企画・運営。例として、六年生を送る会の運営。
- 情報・集会委員会　集会などの企画・運営。
- 放送委員会　朝の放送・お昼の放送の運営。
- 図書委員会　学校図書館の整備・運営や、司書の補助、読書週間の企画・運営、自分のおすすめの本を友達に紹介する「読書ゆうびん」の準備・配達。
- 生活委員会　あいさつ週間の企画・運営。
- ボランティア委員会　校内でのボランティア活動。
- 体育委員会　体育館やグラウンドでのルール整備や見回り。
- 給食委員会　給食を残さず食べることの啓発活動。例として、全校集会での給食クイズの企画・実行。
- 保健委員会　手洗いやうがい、感染症対策の啓発活動。

また、児童会とは別に各児童は「ひしのみこども会」という団体に所属しており、居住地域ごとに分かれて、不定期に登下校での危険な場所などを話し合ったり、その都度合同で下校したりしている。なお、この団体には「ひしのみこども会の歌」という会歌が存在する。

### クラブ活動
結小学校には13のクラブがあり（2019年3月現在）、週1回活動している。前期の始めから活動が始まり、基本的に後期の前半頃に1年の活動が終了する。活動内容はクラブ名から連想される通りであるが、一部説明をつけておく。
- バドミントンクラブ
- マラソンクラブ
- 音楽クラブ
- 卓球クラブ
- 屋内スポーツクラブ
- サッカークラブ
- ダンスクラブ
- コンピュータクラブ - コンピュータ室を利用して名刺やカレンダーを作ったり、初歩的なプログラミング学習をしたりする。
- 手芸クラブ
- 読書クラブ - ビブリオバトルをする。
- イラストクラブ
- 囲碁・将棋・オセロクラブ
- ものつくりクラブ - 折り紙や粘土などで作品を作る。

## 通学区域[4]
- 荻島
- 荻島一丁目から三丁目
- 川口
- 北潟
- 北上二丁目　21番40号
- 北上新田　822番地～同番地4
- 古田ノ内大野開
- みそら野一丁目から三丁目
- 大蔵　607番地1～612番地3、722番地2～723番地2、1041番地、1068番地3～1148番地1、1150番地～1174番地、1203番地～1222番地12
- 田島
- 中野
- 中野一丁目から三丁目
- 福島
- 満願寺　2331番地～2589番地
- 結

## 進学先中学校
- 新潟市立新津第二中学校

## 校区内の主な施設
- みそら野公園
- 田島公園

## 交通
- JR信越本線荻川駅から道なりにおよそ1500ｍ[5]